# Tercan-Talsperre
Die Tercan-Talsperre (türkisch Tercan Barajı) befindet sich bei der Kleinstadt Tercan in der türkischen Provinz Erzincan am Flusslauf des Tuzla Çayı, einem linken Nebenfluss des Karasu.
Die Tercan-Talsperre wurde in den Jahren 1969–1988 als Erdschüttdamm mit Lehmkern erbaut.
Sie dient der Bewässerung und der Energieerzeugung.
Der Staudamm hat eine Höhe von 57 m und besitzt ein Volumen von 3,1 Mio. m³. Der zugehörige Stausee bedeckt eine Fläche von 9,36 km² und besitzt ein Speichervolumen von 176 Mio. m³. 
Die Talsperre dient der Bewässerung einer Fläche von 14.000 ha.
Das Wasserkraftwerk der Tercan-Talsperre verfügt über eine installierte Leistung von 15 Megawatt. Das Regelarbeitsvermögen liegt bei 51 GWh im Jahr.